# Weekend of Fear
Das Weekend of Fear (WOF) ist ein  internationales Independent-Filmfestival, das seit 1990 jährlich im Großraum Nürnberg stattfindet.

## Idee und Geschichte
Das Weekend of Fear wurde 1988 von Sammy Balkas zusammen mit den Filmredakteuren des Fanzines „Howl“ – Eckhard Vollmar und Thomas Gaschler – gegründet. Ziel des Trios war es, in Zeiten einer repressiven Zensur-Politik ausgewählte Filme, die aufgrund ihrer drastischen Inhalte (z. B. Gewaltdarstellung) keinen Verleih finden/fanden, einem größeren Publikum ungeschnitten und auf der großen Leinwand zugänglich zu machen.
Das Festival fand 1988 zunächst im ausverkauften Rio-Palast in München statt, wurde aber aufgrund des immensen Zuspruchs von überwiegend auswärtigen Besuchern 1990 auf Vorschlag von Mike Neun ins zentraler gelegene Nürnberg verlegt (ins „Atrium“ und in die „Casablanca“-Kinos). Getreu dem Motto „Gezeigt wird, was Not tut“ (Gaschler) verstand sich das Festival nie als reines Horrorfestival. So öffnete man sich 1991 und 1992 neben Splatter- und Kannibalenfilmen nicht nur dem neuen Hongkong-Kino, sondern ging noch einen Schritt weiter: 1991 wurden neben dem japanischen Techno-Schocker Tetsuo u. a. auch Obduktions-Filme aus dem Leichenschauhaus gespielt sowie „Army Medicine in Vietnam“, eine „unabsichtlich subversive Doku, die aus Versehen den ganzen Irrsinn militärischer Propaganda entlarvt“ (Vollmar).
Das Weekend of Fear ist Mitglied der GIFFF (German Independent Film Festival Federation). Die Besucherzahlen liegen zwischen 400 und 700 Zuschauern an einem Wochenende. Die Filme werden grundsätzlich in der Originalsprache, gegebenenfalls mit englischen oder deutschen Untertiteln versehen, gezeigt.
Weitere Höhepunkte in der Festivalgeschichte sind die beiden von „Howl“ organisierten Bullet in the Head-Vorstellungen (1991) sowie Braindead, den Regisseur Peter Jackson auf Einladung der „Howl“-Redakteure Axel „Maerz“ Estein und Thomas Gaschler 1992 persönlich in Nürnberg präsentierte. 1993 gingen Balkas, Gaschler, Estein und Vollmar zurück nach München, spielten noch einmal ein hochkarätiges Programm (Bad Lieutenant, Hard Boiled), danach war für ein Jahr Schluss. Mike Neun, Co-Veranstalter der ersten Nürnberger WOFs, hält die Tradition des unabhängigen Festivals bis heute aufrecht. So gab es in den Jahren nach 1994 diverse Sonderveranstaltungen („SPLATTERNIGHTS“) in der Nürnberger Meisengeige, bis zum wieder erwachten „Weekend of Fear“ in den Metropolis-Kinos Nürnberg. Das Weekend of Fear 2010 fand am 30. April und 1. Mai im Erlanger Manhattan-Kino statt.

## Preise
Wurden von den HOWL-Redakteuren und Sammy Balkas früher noch Whisky-Flaschen unters Publikum gebracht, vergibt das aktuelle Festival die üblichen Preiskategorien an die Macher. Als Auszeichnung erhalten die Gewinner den einzigen essbaren Filmpreis der Welt, einen 2,5 bis 3 kg schweren Gummibären.
2007 wurden folgende Kategorien bewertet:
- Bester Film (Goldener Glibb)
- Bester Film des Publikums (Goldener Glibb)
- Beste Schauspielerin (Grüner Glibb)
- Bester Schauspieler (Grüner Glibb)
- Der Film, der auch hätte gewinnen sollen (Silberner Glibb)
- Bester Kurzfilm (Kleiner Glibb)
- Bester Kurzfilm des Publikums (Kleiner Glibb)

Bis auf die beiden Publikumspreise werden die Preise von einer Jury vergeben. Der Preis für den „Besten Kurzfilm“ wird dieses Jahr zum ersten Mal vergeben.
Die Jury wurde 2008 abgeschafft. Der „Glibb“ lebt allerdings weiter. Mittlerweile wird der „Bär“ direkt vom Publikum vergeben.

## Gespielte Filme (Auszug)
- Bullet in the Head – Deutsche Erstaufführung
- The Killer
- Braindead – Deutsche Erstaufführung (Peter Jackson)
- La Chiesa (Die Kirche) – Deutsche Erstaufführung auch bekannt als Demons 3 von Dario Argento
- Due occhi diabolici – Deutsche Erstaufführung
- Combat Shock
- Tetsuo
- The Act of Seeing with One’s Own Eyes
- Nekromantik 2
- A Better Tomorrow II – Deutsche Erstaufführung
- Bad Lieutenant
- Mucha sangre (OmU) mit Paul Naschy
- Ice From The Sun (OmU)
- Dead and Breakfast (OmU) mit David Carradine
- Casshern (OmU) – Deutsche Erstaufführung
- Seed (englische OV)
- Melancholie der Engel, Uraufführung, 2009
- Pesthauch der Menschlichkeit – Deutsche Erstaufführung

## Berühmte Gäste des Festivals
- Peter Jackson
- Olaf Ittenbach
- Jörg Buttgereit
- Uwe Boll (2007, 2009)
- Lloyd Kaufman
- Marian Dora